# Sam Lee (musicien)
Sam Lee est un musicien folk et spécialiste de musique traditionnelle britannique né le 6 juillet 1980. 

## Discographie
- Ground of Its Own (2012)
- More For to Rise (2014)
- The Fade in Time (2015)
- Old Wow (2020)
- Songdreaming (2024)[1]